# Cerro Prieto (Alsó-Kalifornia)
A Cerro Prieto egy kialudt tűzhányó Mexikó északnyugati részén, Alsó-Kalifornia államban. A vulkán monogenetikus keletkezésű, azaz egyetlen kitörés során jött létre.

## Földrajz
A magányos csúcs Alsó-Kalifornia állam fővárosától, Mexicalitól kevesebb mint 30 távolságra található délkeleti irányban, az 5-ös szövetségi főút és a 2-es állami út között, sivatagos környezetben. Mellette épült fel az egész ország egyik legjelentősebb erőműve, a Cerro Prieto geotermikus erőmű. A 10 000–100 000 évvel ezelőtt kialakult, ma 223 méter (más forrás szerint körülbelül 260 méteres) magas, dácitos lávából megszilárdult vulkán közepén egy 200 méter átmérőjű kráter található.
A kráter belsejében levő kövekből, kőzetekből az oda látogatók számos nagy méretű feliratot és ábrát raktak ki, ezek a műholdas felvételeken is szépen láthatók, igaz, esős időszakokban a máskor teljesen száraz területet burjánzó növényzet fedi el. Ezen ábrák legnagyobbika, amely egy keselyűt ábrázol, körülbelül 200 méteres. Ez a keselyű, amelyet majdnem 100 ember készített el, a Wi ñill: Wa’ Shayii program (kukapá nyelven: Cerro Prieto, a keselyű háza) jelképe, amelyet 2015-ben indított Juan Hernández professzor annak érdekében, hogy az addig többek által csak szemétlerakónak használt hegyet megtisztítsák és ökoturisztikai központtá alakítsák át, és hogy felhívják a figyelmet a közeli erőmű szerintük környezetkárosító hatásaira.
A csúcson távközlési létesítményeket, antennákat építettek fel, ezek karbantartásának megkönnyítése érdekében pedig egy kanyargós, autóval is járható utat is építettek, ami felvezet hozzájuk.